# Grand Marais
Grand Marais är administrativ huvudort i Cook County i Minnesota. Enligt 2010 års folkräkning hade Grand Marais 1 351 invånare.